# Karate kölyök 2.
A Karate kölyök 2. (eredeti címén The Karate Kid Part II) 1986-ban bemutatott amerikai harcművészeti filmdráma, az 1984-es Karate kölyök első folytatása.
Az előző filmhez hasonlóan a folytatást is Robert Mark Kamen írta, illetve John G. Avildsen rendezte, a produceri feladatkört ismét Jerry Weintraub látta el. A második rész főszereplője ezúttal is Ralph Macchio és Pat Morita.
A Karate kölyök 2. jegyeladási és kritikai szempontból is sikeresnek bizonyult – több bevételt termelt elődjénél, azonban a kritikák már megosztottabbak voltak.

## Cselekmény
Az előző rész végén látható karateversenyt követően John Kreese szenszej dühében rátámad vereséget szenvedett tanítványára, Johnnyra. Miyagi közbeavatkozik, könnyedén legyőzi Kreese-t, de ahelyett, hogy végzetes csapást mérne ellenfelére, komikusan megcsavarja az orrát, azután magára hagyja. Fél évvel később Miyagi levelet kap, melyből megtudja, hogy apja haldoklik. Úgy dönt, visszatér szülőfalujába, Okinava szigetére és Daniel is vele tart. Miyagi elbeszéléséből kiderül, miért kellett száműzöttként elhagynia otthonát: fiatalkorában beleszeretett egy Yukie nevű nőbe, akit Miyagi legjobb barátjához és karatés társához, a falu leggazdagabb emberének fiához, Satóhoz terveztek hozzáadni. Sato dühében élet-halál harcra hívta ki Miyagit, de ő ehelyett hátrahagyta az országot.
Okinaván Miyagi és Daniel találkozik Chozen Toguchival, Sato unokaöccsével. Sato megjelenik és küzdelemre hívja Miyagit, de ő ismét visszautasítja. A faluba érve Yukie, és unokahúga, Kumiko üdvözli a két főszereplőt. Megtudják, hogy Sato gazdag iparmágnás lett és tevékenységével hozzájárult a halászatból élő falu elszegényedéséhez. A lakosok kénytelenek a falu tulajdonjogait birtokló Satótól bérbe venni otthonaikat. Yukie sosem ment feleségül a férfihoz, mert Miyagiba volt szerelmes. Miyagi apjának halála után Sato három napot ad a gyászra, ezután ragaszkodik a küzdelemhez. Daniel eközben megismeri a Miyagi család karatestílusának titkát – egy kézi dobot, melynek mozgása egy védekezésből és támadásból álló mozdulatsort imitál.
Daniel véletlenül leleplezi az üzlettulajdonos Chozen tisztességtelen módszereit és magára haragítja a fiatal férfit. Az egyre jobban elmérgesedő helyzetben többször összetűzésbe keverednek és Danielt fizikai támadás is éri. Mielőtt hazautazhatnának, Sato buldózerekkel jelenik meg és a falu lerombolásával fenyegetőzik, amennyiben Miyagi nem harcol vele. Miyagi kényszerből belemegy az alkuba, azzal a feltétellel, hogy a küzdelem végkimenetelétől függetlenül a falu lakóira száll a település tulajdonjoga.
A párviadal napján tájfun csap le a falura. Sato beszorul a romok közé, de Miyagi és Daniel megmenti az életét. Egy gyermek a helyi harangtoronyban reked és Daniel siet a segítségére, ám Chozen – Sato parancsát megtagadva – nem hajlandó kivenni részét a mentési akcióból. Sato kitagadja unokaöccsét, aki dühösen faképnél hagyja őket. Másnap Sato ismét buldózerekkel érkezik a faluba, de ez alkalommal segítő szándékkal. Átadja a lakóknak a tulajdonjogot és bocsánatot kér Miyagitól. Daniel és Kumiko kérésére Sato házigazdaként vesz részt a közelgő ünnepi fesztiválon.
Mialatt Kumiko előadja táncát, a bosszúszomjas Chozen váratlanul megjelenik, túszul ejti a lányt és élet-halál harcra hívja Danielt. Bár Chozen felülkerekedik rajta, Daniel – Miyagi és a többi falulakó segítségével – visszaemlékszik a dob-technikára és legyőzi riválisát. Chozen a halált választja, de Daniel, a Miyagitól látott módon, megcsavarja az orrát és magára hagyja. A film végén Daniel magához öleli Kumikót, miközben Miyagi büszkén nézi őket.

## Szereplők
| Színész               | Szerep          | Magyar hang        | Magyar hang               | Magyar hang |
| --------------------- | --------------- | ------------------ | ------------------------- | ----------- |
| Színész               | Szerep          | 1. magyar változat | 2. magyar változat (2010) |             |
| Ralph Macchio         | Daniel LaRusso  | Molnár Levente     | Gacsal Ádám               |             |
| Noriyuki "Pat" Morita | Mr. Miyagi      | Cs. Németh Lajos   | Harsányi Gábor            |             |
| Nobu McCarthy         | Yukie           | Szabó Éva          | Málnai Zsuzsa             |             |
| Tamlyn Tomita         | Kumiko          | Kiss Eszter        | Pálmai Anna               |             |
| Yuji Okumoto          | Chozen          | Rajkai Zoltán      | Simon Kornél              |             |
| Joey Miyashima        | Toshio          | Csőre Gábor        | N/A                       |             |
| Danny Kamekona        | Sato            | Maróti Gábor       | Mihályi Győző             |             |
| Martin Kove           | John Kreese     | Megyeri János      | Epres Attila              |             |
| William Zabka         | Johnny Lawrence | N/A                | Hamvas Dániel             |             |
| Charlie Tanimoto      | Miyagi apja     | eredeti nyelven    | eredeti nyelven           |             |

## Fontosabb díjak és jelölések
| Év   | Díj                | Kategória                                         | Jelölt(ek)                                            | Eredmény |
| ---- | ------------------ | ------------------------------------------------- | ----------------------------------------------------- | -------- |
| 1986 | Oscar-díj          | Legjobb eredeti dal                               | Peter Cetera és David Foster (Glory of Love című dal) | Jelölve  |
| 1986 | Golden Globe-díj   | Legjobb eredeti filmbetétdal                      | Peter Cetera és David Foster (Glory of Love című dal) | Jelölve  |
| 1986 | Young Artist Award | Kiemelkedő játékfilm (családi szórakozás – dráma) | –                                                     | Elnyerte |

## Fordítás
- Ez a szócikk részben vagy egészben  a   The Karate Kid Part II című angol Wikipédia-szócikk fordításán alapul.  Az eredeti cikk szerkesztőit annak laptörténete sorolja fel. Ez a jelzés csupán a megfogalmazás eredetét és a szerzői jogokat jelzi, nem szolgál a cikkben szereplő információk forrásmegjelöléseként.